# Rocío Cupeiro
Rocío Cupeiro Coto (Madrid, 1983) es una entrenadora, deportista e investigadora española especializada en ciencias del deporte, salud y rendimiento humano.

## Trayectoria
Cupeiro estudió y es licenciada por la Facultad de Ciencias de la Actividad Física y del Deporte, conocida como INEF de la Universidad Politécnica de Madrid. Continuó su formación estudiando un máster y un doctorado. Está certificada por el Colegio Americano de Medicina deportiva como entrenadora, y es doctora en ciencias de la actividad física y del deporte por la Universidad Politécnica de Madrid (UPM). Como deportista ha competido y practica tenis y ciclismo entre otros.
Cupeiro es profesora de Musculación, métodos de entrenamiento con pesas, Kinesiología y Sistemática de la Actividad Física en la facultad de ciencias de la actividad física y del deporte de la UPM, e investigadora sobre entrenamiento y Fisiología del ejercicio en relación con la salud del cuerpo humano. Su trabajo investigador analiza las respuestas del organismo ante movimientos corporales durante sesiones de ejercicio y actividades deportivas, las respuestas de adaptación y capacidad del cuerpo ante cada reto.
Cupeiro es directora del Proyecto IronFEMME, un proyecto de investigación del laboratorio de fisiología del esfuerzo de la Universidad Politécnica de Madrid que estudia la influencia del ciclo sexual femenino en el metabolismo del hierro así como  su influencia en los daños musculares y el rendimiento deportivo en mujeres. Este proyecto también incluye la sensibilización sobre el cuerpo de la mujer deportista como objeto de investigación, al tener como referencias los proyectos de este tipo, en los que el objeto de investigación, en la mayoría de ellos, ha sido el cuerpo del hombre deportista. En palabras de Cupeiro, "¿Lo más bonito de este proyecto? Escuchar a las mujeres decir cuando nos conocen, “ya era hora que se hiciese algo así”. Ver en sus miradas esa ilusión e interés por algo que verdaderamente las hace protagonistas. Saber que estamos comenzando algo que ellas esperaban desde hacía mucho tiempo. Sin ellas, las mujeres y su ilusión, esto no sería posible".
Cupeiro participa y coordina numerosos eventos para promocionar el deporte saludable, así como jornadas, conferencias y simposios de investigación. Ha publicado, como autora individual y en colaboración, numerosos artículos científicos y monográficos.  Participó como secretaria del comité científico del III Simposio Internacional de entrenamiento de fuerza y como ponente con el artículo de título "genética y entrenamiento personal". Coordina el postgrado en entrenamiento personal de la Universidad Politécnica de Madrid.

## Publicaciones seleccionadas
- 2011 Algunas consideraciones sobre actividad física en personas con sobrepeso y obesidad. Editorial: Universidad de Antioquia, Colombia En colaboración con otros autores. ISBN: 978-958-8709-91-8[7][8]